# (1861) Komenský
(1861) Komenský est un astéroïde de la ceinture principale.

## Description
(1861) Komenský est un astéroïde de la ceinture principale. Il fut découvert le 24 novembre 1970 à Bergedorf par Luboš Kohoutek. Il fut nommé en honneur de Comenius, le philosophe. Il présente une orbite caractérisée par un demi-grand axe de 3,02 UA, une excentricité de 0,06 et une inclinaison de 10,5° par rapport à l'écliptique.

## Compléments